# Natolin (województwo śląskie)
Natolin – wieś w Polsce położona w województwie śląskim, w powiecie kłobuckim, w gminie Lipie.
W latach 1975–1998 miejscowość położona była w województwie częstochowskim.
Przed II wojną światową w Natolinie mieszkali m.in. przedstawiciele mniejszości niemieckiej, wyznania ewangelickiego, którzy należeli do parafii w Wieluniu. W północnej części wsi zachowały się pozostałości cmentarza ewangelickiego oraz zbór ewangelicki.
We wsi mieści się leśniczówka z XVIII wieku oraz szkoła podstawowa im. Konstantego Ildefonsa Gałczyńskiego.
W latach 1975–1998 miejscowość należała administracyjnie do województwa częstochowskiego.
W 2013 we wsi powstało prywatne, wielofunkcyjne lądowisko. Posiada ono trawiastą drogę startową (kierunek 132/312) o długości 700 m.
W roku 2013 zostało wpisane do ewidencji lądowisk Urzędu Lotnictwa Cywilnego pod numerem 223.